# Torralba (Italië)
Torralba is een gemeente in de Italiaanse provincie Sassari (regio Sardinië) en telt 1016 inwoners (31-12-2004). De oppervlakte bedraagt 36,8 km², de bevolkingsdichtheid is 28 inwoners per km².

## Demografie
Torralba telt ongeveer 392 huishoudens. Het aantal inwoners daalde in de periode 1991-2001 met 8,8% volgens cijfers uit de tienjaarlijkse volkstellingen van ISTAT.

## Inwoners
Inwoners van het plaatsje Torralba worden over het algemeen erg oud, dit komt doordat er over het gehele eiland enorm weinig tot geen fabrieken liggen en de lucht extreem schoon is. De inwoners van Torralba kennen elkaar bijna allemaal als familieleden, iedereen kent elkaar en de vrede is op elke hoek van elke straat terug te vinden.

## Wat is er te doen
Op dinsdag loopt het gehele dorp uit om naar de markt te gaan die zich rondom de plaatselijke kerk voltrekt. Verder is het dorp een en al rust, de bewoners slapen overdag.

## Bezienswaardigheden

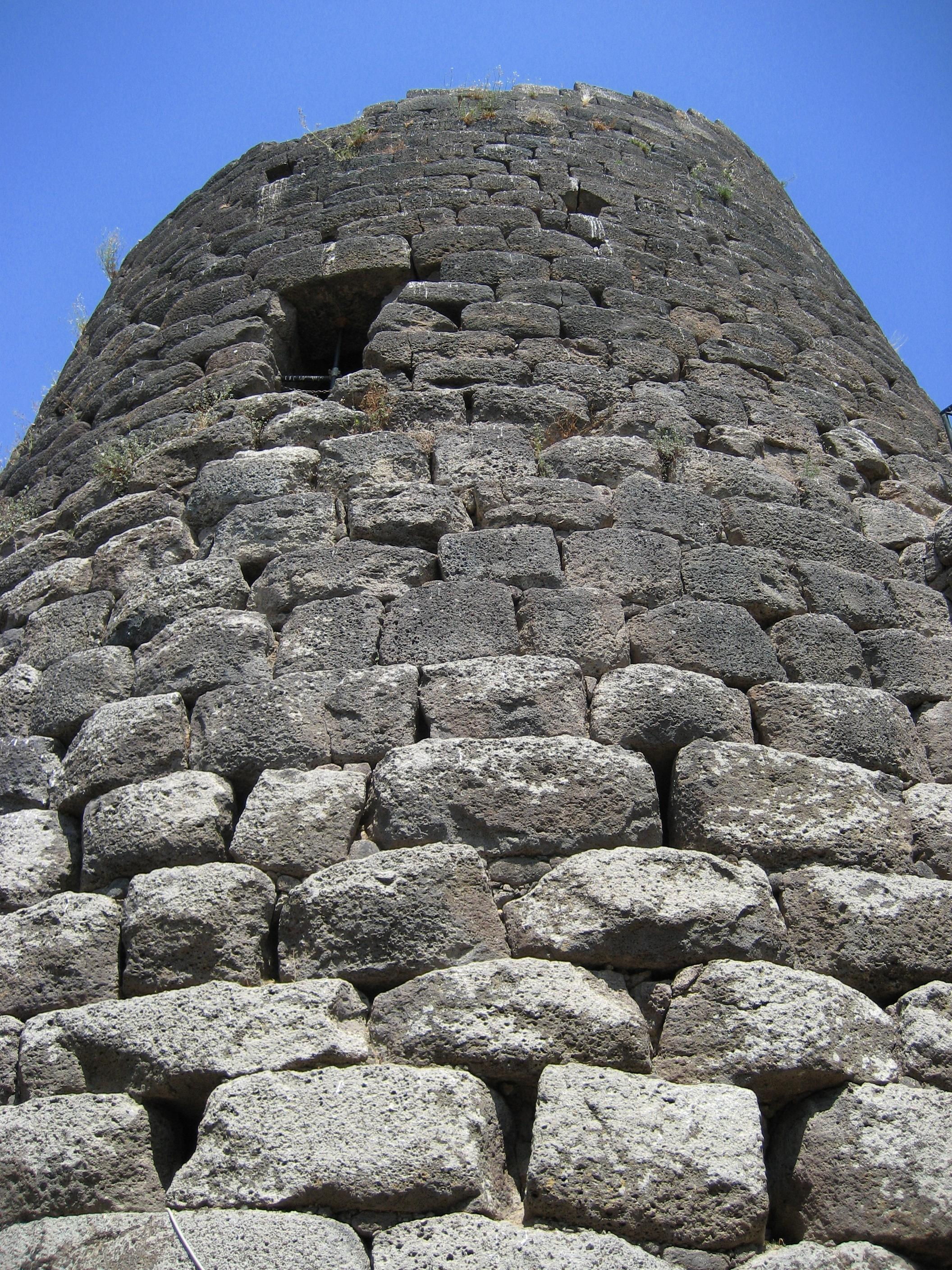
De grote toren van de nuraghe van San Antonio in Torralba

Torralba staat ook bekend om zijn Fonte Publica, deze oude wastombes worden nog steeds gebruikt om kleding in te wassen of om vers drinkwater te halen. Ook het Pater Pio beeld in Torralba is een bezienswaardigheid waar de bevolking vandaag de dag nog steeds bid. Verder staat Torralba vooral bekend om zijn Nuraghi. Nuraghi zijn verdedigbare stenen torens, variërend in grootte van een tot drie verdiepingen, omgeven door een dikke ringmuur. Ze dienden waarschijnlijk als toevluchtsoord in tijden van gevaar. Vaak ligt een nederzetting, in enkele gevallen bestaande uit meer dan zestig hutten. Er zijn ca. 6500 nuraghi op het eiland bewaard gebleven waarvan de San Antonio Nuraghe in Torralba een bijzondere is.
| Jaar | Inwoneraantal |
| ---- | ------------- |
| 1991 | 1121          |
| 2001 | 1022          |

## Geografie
De gemeente ligt op ongeveer 435 m boven zeeniveau.
Torralba grenst aan de volgende gemeenten: Bonnanaro, Bonorva, Borutta, Cheremule, Giave, Mores.
Alghero · Anela · Ardara · Banari · Benetutti · Bessude · Bonnanaro · Bono · Bonorva · Borutta · Bottidda · Bultei · Bulzi · Burgos · Cargeghe · Castelsardo · Cheremule · Chiaramonti · Codrongianos · Cossoine · Erula · Esporlatu · Florinas · Giave · Illorai · Ittireddu · Ittiri · Laerru · Mara · Martis · Monteleone Rocca Doria · Morres · Muros · Nughedu San Nicolò · Nule · Nulvi · Olmedo · Osilo · Ossi · Ozieri · Padria · Pattada · Perfugas · Ploaghe · Porto Torres · Pozzomaggiore · Putifigari · Romana · Santa Maria Coghinas · Sassari · Sedini · Semestene · Sennori · Siligo · Sorso · Stintino · Tergu · Thiesi · Tissi · Torralba · Tula · Uri · Usini · Valledoria · Viddalba · Villanova Monteleone
1. ↑  https://demo.istat.it/?l=it.